# Kayla
Kayla je ženské křestní jméno. V hebrejském jazyce znamená koruna vavřínu. Židovskou variantou je Kelila (כְּלִילָה) v hebrejštině.
Kayla také znamená moudré, vzdělané dítě v arabštině.

## Domácké podoby
Kay, Kaylinka, Lila, Kelilka, Kelil, Kely, Lily

## Známé nositelky jména
- Kayla Williamsová – americká spisovatelka
- Kayla Ewellová – americká herečka
- Kayla Collinsová – americká modelka
- Kayla Blakeová – americká herečka
- Kayleigh Pearsonová – britská modelka
- Kaylee Deferová – americká herečka
- Kayla Bradyová – americká herečka
- Kayla Barclayová – americká modelka
- Kayla Bashoreová – americká pozemní hokejistka